# Albert-Mangelsdorff-Weiher

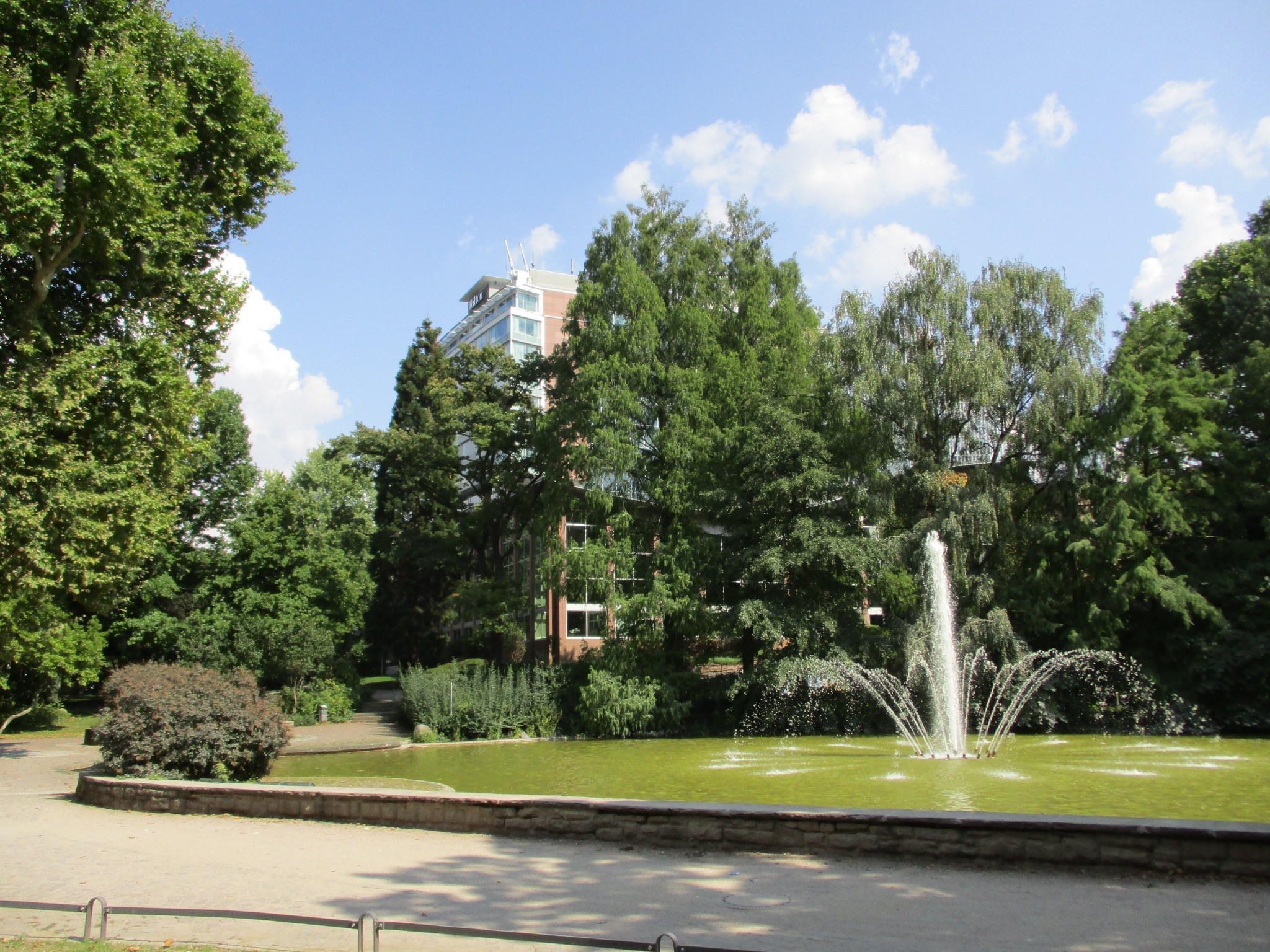
Der nordöstliche Teil des Weihers mit Fontäne, Ansicht von Westen

Der Albert-Mangelsdorff-Weiher ist ein Stillgewässer im Stadtteil Innenstadt von Frankfurt am Main in Hessen. Der Weiher, der zuvor ohne spezifischen Eigennamen als „Teich in der Bockenheimer Anlage“ bezeichnet wurde, erhielt seinen heutigen Namen im Jahr 2013 zu Ehren des Frankfurter Jazz-Posaunisten Albert Mangelsdorff.

## Lage und Ausstattung
Der Weiher liegt im Bereich der Liesel-Christ-Anlage innerhalb der Bockenheimer Anlage, nordwestlicher Teil der Frankfurter Wallanlagen – ein Ring aus Parks und Grünanlagen, der die Innenstadt von drei Seiten umgibt. Der Albert-Mangelsdorff-Weiher, eines von insgesamt drei Gewässern in den Wallanlagen, ist circa 129 m lang und etwa 30 m breit, die Wasserfläche misst rund 0,35 Hektar. In seinem südwestlichen Teil liegt eine wenige Quadratmeter messende Insel, die von Wasservögeln als Rast- und Nistplatz genutzt wird. Das Gewässer ist rundum von einem Ufer-Spazierweg mit Parkbänken gesäumt, an seinem nördlichen Ufer befindet sich außerdem ein Kinderspielplatz. Wenige Meter vom nordöstlichen Ufer entfernt steht das etwa um 1810 erbaute historische Nebbiensche Gartenhaus, das seit 1950 einen Kunstverein beherbergt. Die dem Albert-Mangelsdorff-Weiher nächstgelegenen Straßen sind im Norden und Nordwesten der Frankfurter Anlagenring und im Südosten die ebenfalls zur Innenstadt gehörende Hochstraße, beides vielfrequentierte Hauptverkehrsstraßen, die dem Verlauf der historischen Stadtbefestigung folgen und die den Kraftfahrzeugverkehr um die Innenstadt herumleiten.

## Geschichte
Laut Publikationen der Stadt Frankfurt entstand der zunächst Teich in der Bockenheimer Anlage genannte Weiher aus einem im Zweiten Weltkrieg angelegten, wesentlich größeren Löschwasserteich, gelegen nordöstlich der Alten Oper. Dieser war nach Kriegsende nur zum Teil verfüllt worden; das Ufer des verbliebenen Rests wurde gärtnerisch gestaltet und in die Wallanlagen integriert. Reste der von 1804 bis 1812 geschleiften Frankfurter Stadtbefestigung, die im Jahr 2008 bei Bauarbeiten am Südufer des Weihers wiederentdeckt wurden, legen jedoch den Schluss nahe, dass das Gewässer wesentlich älteren Ursprungs ist. Vermutet wird, dass dessen gegenwärtig existierende Überreste – ähnlich wie der in den Wallanlagen gelegene Rechneigrabenweiher (mit Resten der Stadtmauer) – zuvor zum Wassergraben der vom 14. bis zum 16. Jahrhundert ausgeführten, „zweiten Stadterweiterung“ der Stadtbefestigung gehört hatten.
Von 1980 bis 1981 wurden die Ufer des Teichs in der Bockenheimer Anlage gärtnerisch neu gestaltet, und der Teich erhielt eine Fontäne im nordöstlichen Teil; diese Arbeiten wurden 1983 im Rahmen des Wettbewerbs Vorbildliche Bauten in Hessen für ihren „behutsamen Umgang mit historischer Substanz“ ausgezeichnet. Grundlegende Sanierungsarbeiten und eine Erneuerung der technischen Anlagen fanden im Jahr 2000 statt. Der Albert-Mangelsdorff-Weiher steht ebenso wie alle übrigen Landschaftselemente der Wallanlagen unter dem besonderen Schutz der Frankfurter Wallservitut, einer dem Landschaftsschutz gewidmeten Verordnung, die städtebauliche Eingriffe in diese Grünanlagen regelt, und die solche Eingriffe mit wenigen Ausnahmen verbietet.